# Ортвін Де Волф
Ортвін Де Волф (нід. Ortwin De Wolf, нар. 23 квітня 1997, Локерен) — бельгійський футболіст, воротар клубу «Мехелен».
Виступав, зокрема, за клуби «Локерен», «Ейпен» та «Антверпен», а також молодіжну збірну Бельгії.

## Клубна кар'єра
Народився 23 квітня 1997 року в місті Локерен. Вихованець футбольної школи клубу «Локерен». Дорослу футбольну кар'єру розпочав 2017 року в основній команді того ж клубу, в якій провів два сезони, взявши участь у 20 матчах чемпіонату.
Своєю грою за цю команду привернув увагу представників тренерського штабу клубу «Ейпен», до складу якого приєднався 2019 року. Відіграв за команду з Ейпена наступні півтора сезони своєї ігрової кар'єри.
На початку 2021 року перейшов на правах оренди у «Антверпен», з яким влітку підписав повноцінний контракт. З командою 2023 року став чемпіоном Бельгії та володарем Кубка і Суперкубка Бельгії, але основним воротарем не був.

## Виступи за збірну
Протягом 2018—2019 років залучався до складу молодіжної збірної Бельгії, з якою взяв участь у молодіжному чемпіонаті Європи в Італії та Сан-Марино. На турнірі він зіграв у матчах проти команд Іспанії та Італії, але бельгійці посіли останнє місце у групі. Всього на молодіжному рівні зіграв у 4 офіційних матчах, пропустив 5 голів.

## Титули і досягнення
- Чемпіон Бельгії (1):

«Антверпен»: 2022/23
- Володар Кубка Бельгії (1):

«Антверпен»: 2022/23
- Володар Суперкубка Бельгії (1):

«Антверпен»: 2023